# Gaspard-Gustave Coriolis
Gaspard-Gustave Coriolis ou Gaspard-Gustave de Coriolis ou ainda Gustave Coriolis (/kɔʁjɔ'lis/) (Paris, 21 de maio de 1792 – Paris, 19 de setembro de 1843) foi um matemático e engenheiro mecânico francês.

## Carreira
Foi professor de Análise Geométrica e de Mecânica Geral na École Centrale des Arts et Manufactures. É conhecido principalmente pelo teorema da mecânica que leva seu nome e pela força inercial de Coriolis.
Em sua tese « Du calcul de l'effet des machines » ele denomina de trabalho a integral {\displaystyle \int {\vec {f}}\ \,{\vec {dl}}\ }, até então designada como energia mecânica, quantidade de ação ou efeito dinâmico, precisando a ambiguidade dessas expressões, que ele considerava inapropriadas.
Sua sepultura encontra-se no Cemitério do Montparnasse.
É um dos 72 nomes perpetuados na Torre Eiffel.

## Publicações
A lista de obras de Coriolis foi compilada por Alexandre Moatti.

### Artigos científicos
- « Théorèmes appartenant à la géométrie de la règle », Annales de mathématiques pures et appliquées, vol. 9,‎ 1819, p. 289-291— Embora não tenha sido assinado, o artigo é atribuído a Coriolis.
- Sur une nouvelle dénomination et sur une nouvelle unité à introduire dans la dynamique, Académie des sciences, août 1826, artigo que introduz a noção de Trabalho.
- « Mémoire sur le principe des forces vives dans les mouvements relatifs des machines », Journal de l'École polytechnique, vol. 13, no 21,‎ set. 1832, p. 268-302 — O artigo foi apresentado originalmente à Academia de Ciências em 6 de junho de 1831, antes de ser publicado no ano seguinte.
- « Mémoire sur la manière d’étendre les différents principes de mécanique pour des systèmes de corps, en les considérant comme des assemblages de molécules », Journal de l'École polytechnique, vol. 15, no 24,‎ 1835, p. 93-125
- « Mémoire sur les équations du mouvement relatif des systèmes de corps », Journal de l'École polytechnique, vol. 15, no 24,‎ 1835, p. 142-154

### Livros
- Gaspard-Gustave de Coriolis, Du calcul de l'effet des machines, ou considérations sur l'emploi des moteurs et sur leur évaluation, pour servir d'introduction à l'étude spéciale des machines, Paris, Carilian-Gœury, Libraire des corps royaux des ponts et chaussées et des mines, 1829.
- Gaspard-Gustave de Coriolis, Théorie mathématique des effets du jeu de billard, Paris, Carilian-Gœury, Libraire des corps royaux des ponts et chaussées et des mines, 1835, 175 p.
  - O estudo do movimento e do impacto das bolas no jogo de bilhar ofereceu a Coriolis um belo objeto de estudo no campo da cinemática e dos movimentos compostos. A observação dos golpes do famoso jogador François Mingaud, confrontados com os trabalhos de Poisson sobre o atrito de uma esfera, bem como os de Euler júnior, permitiram-lhe lançar uma teoria matemática, que apresenta aqui em ambos numa forma simplificada para não matemáticos, e também em seu aspecto teórico detalhado para estudantes da École Polytechnique. Reedição da anterior, precedida de uma biografia e seguida das duas famosas Memórias publicadas em 1832 e 1835 no Journal de l'École Polytechnique: 
    - 1) Sur le principe des forces vives dans les mouvements relatifs des machines
    - 2) Sur les équations du mouvement relatif des systèmes de corps, éd. Jacques Gabay, 1990